# Florian-Jules-Félix Desprez

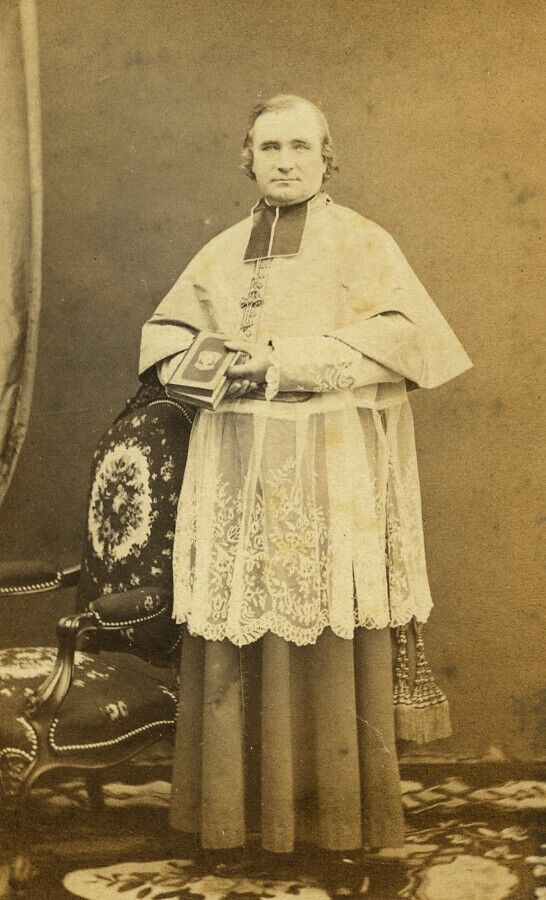
Florian Desprez

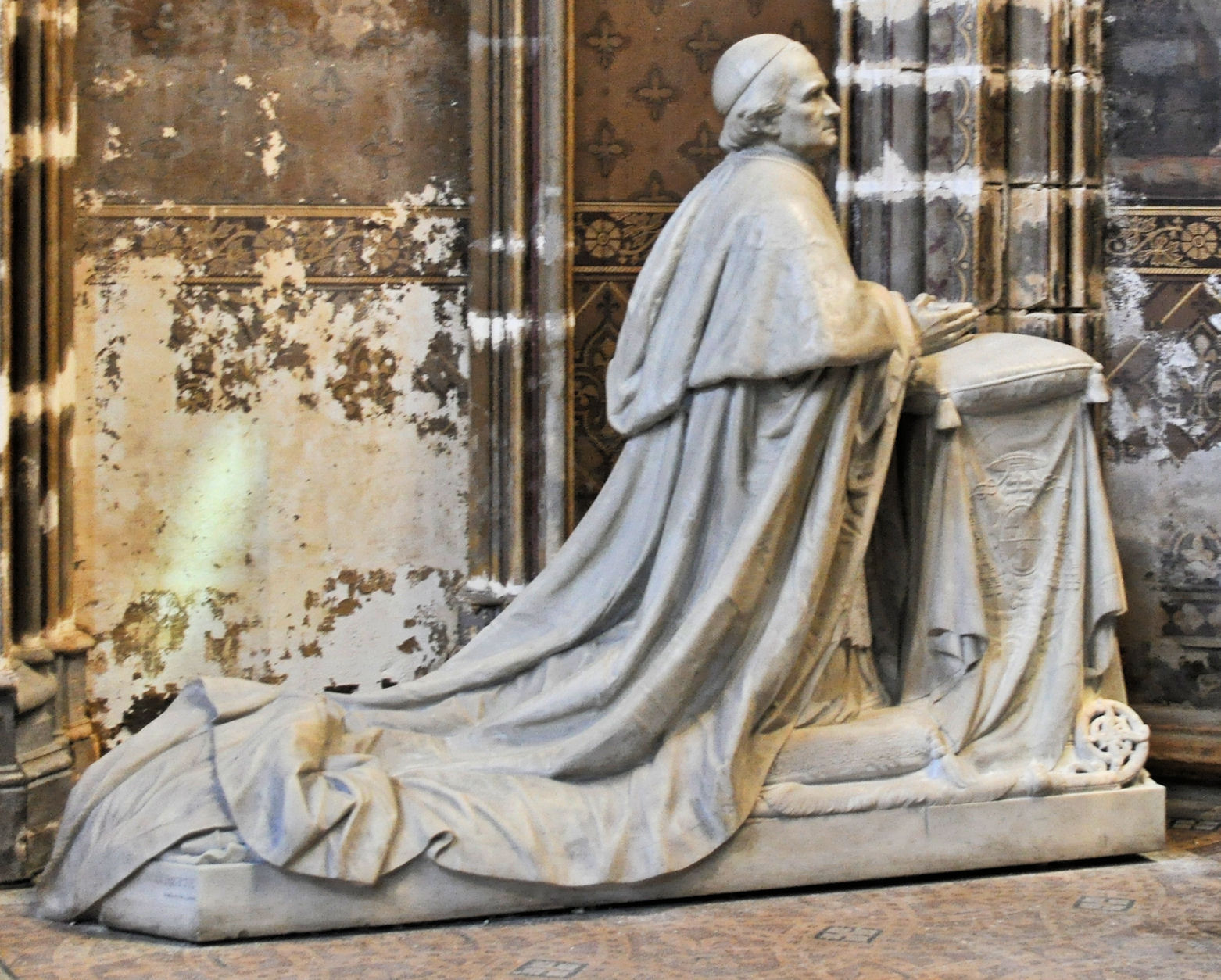
Grab und Denkmal von Kardinal Desprez in der Kathedrale von Toulouse

Florian-Jules-Félix Desprez (* 14. April 1807 in Ostricourt, Département Nord; † 21. Januar 1895 in Toulouse) war ein französischer Erzbischof und Kardinal.

## Leben
Florian-Jules-Félix Desprez erhielt seine Ausbildung am Seminar von Cambrai und empfing am 19. Dezember 1829 dort die Priesterweihe. Er hatte mehrere Stellen in Roubaix inne. Zunächst war er Curé an Notre-Dame de Roubaix, dann Vikar und ab 1846 Doyen-Curé.
Als Pius IX. aus einer apostolischen Präfektur das Bistum Saint-Denis-de-La Réunion neu errichtete, berief er Desprez als Bischof dorthin. Die Bischofsweihe spendete ihm am 5. Januar 1851 in der Kirche Notre-Dame in Roubaix René-François Régnier, der Erzbischof von Cambrai; Mitkonsekratoren waren Louis-Joseph Delebecque, Bischof von Gent, und Jean-Baptiste Malou, Bischof von Brügge. Desprez kam am 21. Mai 1851 in La Réunion an. Dort war er an der Gründung mehrerer Kirchenbauten beteiligt.
1857 wurde er als Bischof ins Bistum Limoges versetzt, und bereits nach zwei Jahren als Erzbischof von Toulouse berufen. Diese Stellung füllte er 35 Jahre lang aus. 1879 wurde er von Papst Leo XIII. zum Kardinal ernannt. Er erhielt den Titel Santi Marcellino e Pietro.
Als er 1895 starb, wurde er in der Kapelle Sainte Germaine der Kathedrale von Toulouse beigesetzt.

Kardinalswappen

## Ehrungen
1865 wurde er zum Offizier der Ehrenlegion ernannt. Ehrenhalber war er Kanonikus in Cambrai, Montauban, Montpellier, Limoges, Oran, Tarbes und Perpignan.

## Wappen
Sein Wappen hat drei Felder. Links oben ist ein Jerusalemkreuz auf rotem Grund zu sehen. Das Rechte Feld trägt auf blauem Grund ein Marienmonogramm und im Unteren Feld steht ein silberner Anker auf grünem Grund. Der Wahlspruch lautet: Spes nostra firma („Glaube ist unsere Stärke“).

## Sukzession
Er weihte
- Bischof Armand-Joseph Fava † (1851)
- José de Calasanz Félix Santiago Vives y Tutó, OFMCap † (1877)[2]

und ist der Hauptkonsekrator von
- Erzbischof Louis-Anne Dubreil † (1861)
- Bischof Théodore Legain † (1871)
- Bischof Armand-Joseph Fava † (1871)
- Bischof Victor-Jean-François-Paulin Delannoy † (1872)
- Bischof François-Benjamin-Joseph Blanger † (1873)
- Bischof Jean-Claude Duret, CSSp † (1873)
- Erzbischof Julien-François-Pierre Carmené † (1876)
- Erzbischof Dominique-Clément-Marie Soulé † (1877)
- Bischof Pierre-Antoine-Paul Goux † (1877)
- Erzbischof Nicolae Iosif Camilli, OFMConv † (1881)
- Bischof Adolphe-Josué-Frédéric Fiard † (1882)
- Bischof Jean-Pierre-Bernard Castillon † (1885)
- Bischof Jean-Baptiste Cazet, SJ † (1885)

Außerdem ist er Mitkonsekrator von:
- Bischof Louis-Désiré-César Bataille † (1873)